# Josef Schömer
Josef Schömer (* 8. Dezember 1857 in Bábolna, Komitat Komorn, Kaisertum Österreich; † 26. Juni 1942) war ein österreichischer Architekt, Baumeister und Bürgermeister der Stadt Klosterneuburg (Niederösterreich).

## Leben
Josef Schömer war der älteste Sohn des gebürtigen böhmischen Baumeisters Martin Schömer. Dieser zog mit seiner Familie 1870 nach Wien und errichtet ab 1873 in Klosterneuburg (Leopoldstraße 30) das Familienstammhaus, das ab 1874 auch der Sitz der neugegründeten Baufirma war.
Schömer absolvierte von 1873 bis 1875 die Baugewerbeschule und von 1876 bis 1882 die Meisterschule für Baukunst an der Akademie der bildenden Künste. Anschließend war er bauleitender Architekt bei den Umbauarbeiten im Stift Klosterneuburg, wo bereits sein Vater als Baumeister wirkte. 1890 erlangte Schömer die Baumeisterkonzession und vollendete nach Plänen des Architekten und Dombaumeisters Friedrich von Schmidt die Renovierung und den Umbau der Stiftskirche Klosterneuburg von 1882 bis 1892.
Schömer wurde 1893 Bürger der Stadt Klosterneuburg und gehörte von 1897 bis 1899 und ab 1918 als christlichsozialer Politiker dem Gemeinderat an. 1919 wurde er Vizebürgermeister und von 1922 bis 1929 hatte er das Amt des Bürgermeisters inne.
Sein Bruder Carl Schömer war ebenfalls Baumeister und Inhaber einer Beton- und Kunststeinfirma, die ihren Sitz in der Agnesstraße 10 hatte.

## Realisierungen

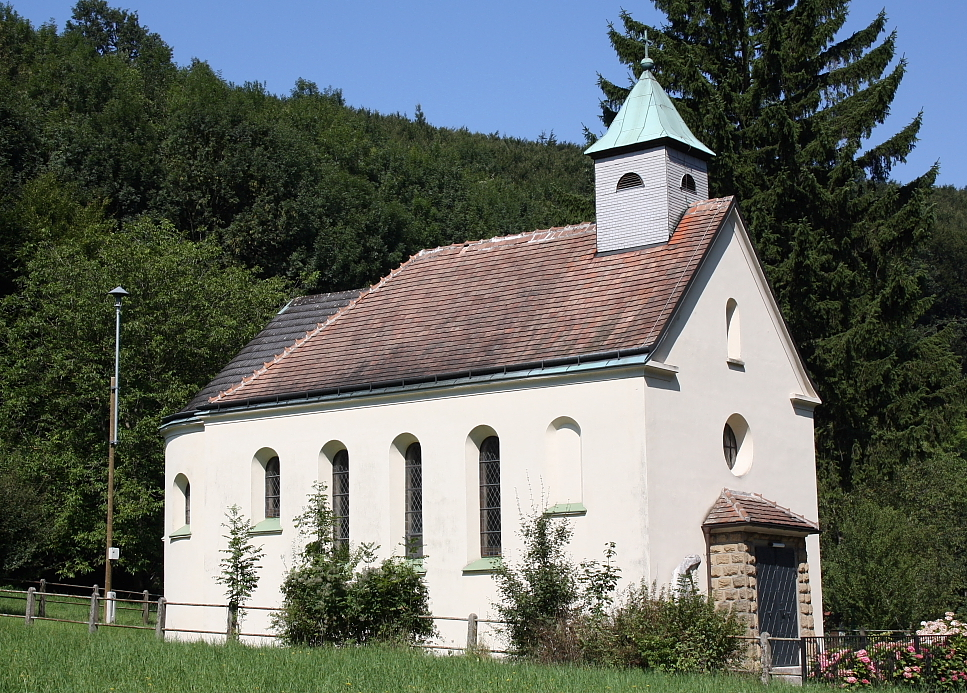
Die Kapelle in Weidlingbach

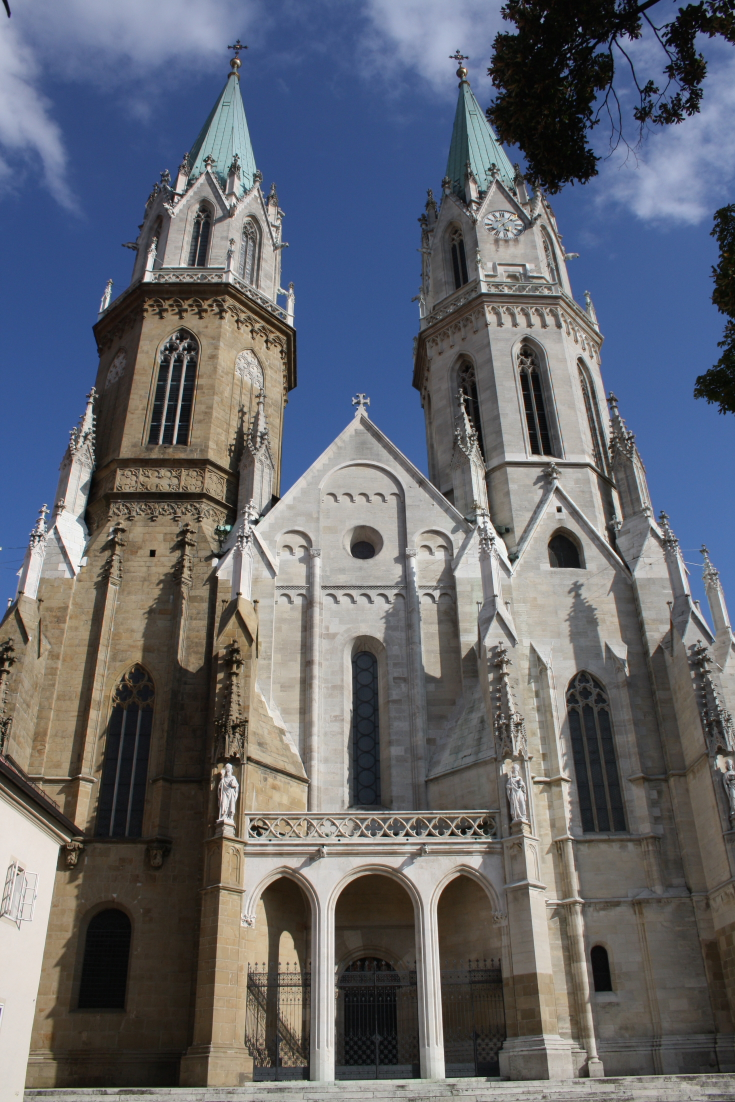
Die umgebauten Türme der Klosterneuburger Stiftskirche

- Renovierung und Umgestaltung der Stiftskirche Klosterneuburg (1882–1892; teilweise als Architekt, teilweise als Baumeister)[1]
- Martinskirche in Klosterneuburg; Regotisierung (1895/96)[1]
- Pfarrhof in Kierling; zweigeschossiger neobarocker Bau (1897; als Baumeister)[1]
- ehem. Nikolaihof in der Ottogasse 17, Klosterneuburg; zweigeschossiger Hauptbau mit reicher neobarocker Fassade (um 1900; als Architekt)[1]
- Gymnasium Klosterneuburg; dreigeschossiger Schulbau in der Buchberggasse 31 (1902/03; als Architekt)[1]
- „Rumplerhaus“ in der Hermannstraße 12, Klosterneuburg; zweigeschossiges Wohn- und Atelierhaus für Franz Rumpler (1904)[1]
- Schelhammer-Villa in Kritzendorf; zweigeschossiger repräsentativer Bau (1906)[1]
- Hauptschule Klosterneuburg, Hermannstraße (1907/08; als Baumeister)
- Volksschule in Weidling; aufgestockt und umgebaut mit neuer Fassade (1911)[2]
- Ortskapelle Maria Namen in Weidlingbach, Klosterneuburg (1932; als Baumeister)[2]
- Pfarrkirche Klosterneuburg-St. Leopold (1936/37; als Baufirma Josef Schömer & Söhne)